# Oelwein
Oelwein är en stad (city) i Fayette County, i delstaten Iowa, USA. Enligt United States Census Bureau har staden en folkmängd på 6 444 invånare (2011) och en landarea på 12,5 km².

## Kända personer från Oelwein
- Ray Hanken, tränare och utövare av amerikansk fotboll